# Richard Burbage

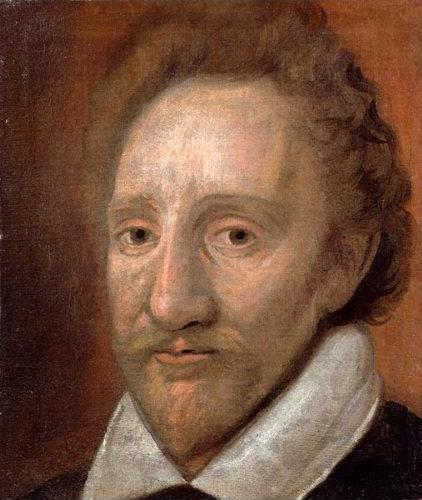
Richard Burgbage, målning av okänd konstnär, Dulwich Picture Gallery, London.

Richard Burbage, född 7 januari 1568 och död 13 mars 1619, var en engelsk skådespelare och teaterledare.
Burbage spelade på den av hans far James Burbage uppförda The Theatre i London och byggde själv Globe Theatre. Det var på dessa scener Shakespeares skådespel första gången framfördes, Burbage är känd som den förste framställaren av dennes hjältar och sin tids främste tragiske skådespelare i England.